# Cinturão do Milho

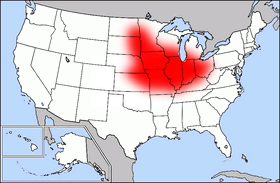
Área do cinturão destacada a vermelho no mapa

Cinturão do milho (em inglês: Corn Belt) é uma região dos Estados Unidos especializada no cultivo de milho e é uma sub-região do cinturão dos grãos (Grain Belt). Essa região, onde o milho é cultivado, foi determinada pelo governo, de acordo com o clima mais adequado para a plantação do mesmo, e de acordo com a proximidade com os mercados consumidores.[carece de fontes?] Nesse caso, o milho é utilizado para produzir ração para o gado leitero cujo respectivo cinturão está acima do milho. Está localizado a sul do cinturão dos laticínios e a norte imediato do cinturão do algodão.[carece de fontes?]
Nessas áreas, podem ser cultivados outros alimentos, como soja, ou haver criação de animais, como suínos.[carece de fontes?]